# Oxynoemacheilus
Genre
Oxynoemacheilus est un genre de poissons téléostéens de la famille des Nemacheilidae et de l'ordre des Cypriniformes. Oxynoemacheilus est un genre de « loches de pierre » que l'on trouve en Europe et en Asie occidentale.

## Liste des espèces
Selon FishBase (19 juillet 2015)':
- Oxynoemacheilus anatolicus Erk'akan, Özeren & Nalbant, 2008
- Oxynoemacheilus angorae (Steindachner, 1897)
- Oxynoemacheilus araxensis (Bănărescu & Nalbant, 1978)
- Oxynoemacheilus argyrogramma (Heckel, 1847)
- Oxynoemacheilus atili Erk'akan, 2012[3]
- Oxynoemacheilus banarescui (Delmastro, 1982)
- Oxynoemacheilus bergianus (Derjavin, 1934)
- Oxynoemacheilus brandtii (Kessler, 1877)
- Oxynoemacheilus bureschi (Drensky, 1928)
- Oxynoemacheilus ceyhanensis (Erk'Akan, Nalbant & Özeren, 2007)
- Oxynoemacheilus chomanicus Kamangar, Prokofiev, Ghaderi & Nalbant, 2014[4]
- Oxynoemacheilus cinicus (Erk'Akan, Nalbant & Özeren, 2007)
- Oxynoemacheilus cyri (Berg, 1910)
- Oxynoemacheilus ercisianus (Erk'akan & Kuru, 1986)
- Oxynoemacheilus erdali (Erk'Akan, Nalbant & Özeren, 2007)
- Oxynoemacheilus eregliensis (Bănărescu & Nalbant, 1978)
- Oxynoemacheilus evreni (Erk'Akan, Nalbant & Özeren, 2007)
- Oxynoemacheilus frenatus (Heckel, 1843)
- Oxynoemacheilus galilaeus (Günther, 1864)
- Oxynoemacheilus germencicus (Erk'Akan, Nalbant & Özeren, 2007)
- Oxynoemacheilus gyndes Freyhof & Abdullah, 2017
- Oxynoemacheilus hamwii (Krupp & Schneider, 1991)
- Oxynoemacheilus hanae Freyhof & Abdullah, 2017
- Oxynoemacheilus insignis (Heckel, 1843)
- Oxynoemacheilus kaynaki Erk'akan, Özeren & Nalbant, 2008
- Oxynoemacheilus kentritensis Freyhof, Kaya & Turan, 2017
- Oxynoemacheilus kermanshahensis (Bănărescu & Nalbant, 1966)
- Oxynoemacheilus kiabii Golzarianpour, Abdoli & Freyhof, 2011[5]
- Oxynoemacheilus kosswigi (Erk'akan & Kuru, 1986)
- Oxynoemacheilus kurdistanicus Kamangar, Prokofiev, Ghaderi & Nalbant, 2014[4]
- Oxynoemacheilus lenkoranensis (Abdurakhmanov, 1962)
- Oxynoemacheilus leontinae (Lortet, 1883)
- Oxynoemacheilus mediterraneus (Erk'Akan, Nalbant & Özeren, 2007)
- Oxynoemacheilus merga (Krynicki, 1840)
- Oxynoemacheilus mesudae Erk'akan, 2012[3]
- Oxynoemacheilus namiri (Krupp & Schneider, 1991)
- Oxynoemacheilus panthera (Heckel, 1843)
- Oxynoemacheilus paucilepis (Erk'Akan, Nalbant & Özeren, 2007)
- Oxynoemacheilus persa (Heckel, 1847)
- Oxynoemacheilus phoxinoides (Erk'Akan, Nalbant & Özeren, 2007)
- Oxynoemacheilus pindus (Economidis, 2005)
- Oxynoemacheilus samanticus (Bănărescu & Nalbant, 1978)
- Oxynoemacheilus seyhanensis (Bănărescu, 1968)
- Oxynoemacheilus seyhanicola (Erk'Akan, Nalbant & Özeren, 2007)
- Oxynoemacheilus simavicus (Balik & Bănărescu, 1978)
- Oxynoemacheilus theophilii Stoumboudi, Kottelat & Barbieri, 2006
- Oxynoemacheilus tigris (Heckel, 1843)
- Oxynoemacheilus tongiorgii (Nalbant & Bianco, 1998)
- Oxynoemacheilus zagrosensis Kamangar, Prokofiev, Ghaderi & Nalbant, 2014[4]
- Oxynoemacheilus zarzianus Freyhof & Geiger, 2017

### Incertae sedis
- Oxynoemacheilus oxianus Kessler, 1877 - (Incertae sedis, le plus probablement dans ce genre)[2]